# Diocese de Autlán
A Diocese de Autlán (em latim: Dioecesis Rivoriensis) é uma diocese da Igreja Católica localizada no município de Autlán de Navarro, no estado de Jalisco, pertencente a Arquidiocese de Guadalajara no México. Foi fundada em 28 de janeiro de 1961 pelo Papa João XXIII. Com uma população católica de 326.396 habitantes, sendo 93,7% da população total, possui 51 paróquias com dados de 2021.

## História
Em 28 de janeiro de 1961 o Papa João XXIII cria a Diocese de Autlán através dos territórios da Diocese de Colima a da Arquidiocese de Guadalajara.

## Lista de bispos
A seguir uma lista de bispos desde a criação da diocese em 1961.
|        | Nome                        | Período     | Notas                           |
| Bispos | Bispos                      | Bispos      | Bispos                          |
| ------ | --------------------------- | ----------- | ------------------------------- |
| 7º     | Eduardo Muñoz Ochoa         | 2024 -      | Atual                           |
| 6º     | Rafael Sandoval Sandoval    | 2015 - 2024 |                                 |
| 5º     | Gonzalo Galván Castillo     | 2004 - 2015 |                                 |
| 4º     | Lázaro Pérez Jiménez        | 1991 - 2003 | Nomeado bispo de Celaya         |
| 3º     | José Maclovio Vásquez Silos | 1969 - 1990 | Faleceu no cargo                |
| 2º     | Everardo López Alcocer      | 1967 - 1968 | Faleceu no cargo                |
| 1º     | Miguel González Ibarra      | 1961 - 1967 | Nomeado bispo de Ciudad Obregón |